# Roberto Chen
Roberto Leandro Chen Rodriguez (* 24. Mai 1994 in Bocas del Toro) ist ein panamaischer Fußballspieler.

## Karriere

### Verein
Chen begann seine Karriere beim panamaischen Verein San Francisco FC und durchlief dort den Nachwuchs- und Männerbereich. Für eine Ablösesumme von rund 400.000 Euro wechselte er im August 2013 zum spanischen Erstligisten FC Málaga. Sein Debüt in der Primera División gab er am 17. August 2013 bei der 0:1-Niederlage gegen den FC Valencia.

### Nationalmannschaft
Chen debütierte am 7. September 2011 bei der 1:2-Niederlage gegen Nicaragua für die Panamaische Fußballnationalmannschaft.